# クリス・クロス 混沌の魔王
『クリス・クロス 混沌の魔王』（クリス・クロス こんとんのまおう）は、高畑京一郎による日本のライトノベル。第1回電撃ゲーム小説大賞金賞受賞作（応募時タイトルは『夢か現か幻か』）。電撃文庫（メディアワークス）より1994年11月に刊行された。
ラジオドラマ化もされ、メディアワークス提供のラジオ番組「電撃大賞」の第一弾「電撃大賞クリス・クロス」（パーソナリティは三石琴乃）が1994年10月からスタートし、1995年3月まで続いた。また、同時期に「電撃王」誌上にて読者参加型ゲーム化もされた。

## ストーリー
世界最大最速の電子頭脳『ギガント』、この最新のコンピュータが、256人が同時接続できるゲーム『ダンジョントライアル』として公開された。この一般試写に集まる人々。しかしこの公開には、限りなくリアリティにこだわる天才学者が関わっていた。彼が求めるリアルとは……。

## 登場人物
本作はゲーム中の仮想現実世界『ダンジョントライアル』を主な舞台としているため、登場人物もほぼ全てがゲーム内のキャラクターであり、プレイヤー自身の本名や経歴は一切明かされない（そのため、実はNPCであるという可能性も否定できない）。また、キャラクターの性別や容貌、性格なども事前に自由に設定し演じることができるため、必ずしもプレイヤー本来のものと一致するとは限らない。
ゲイル（声：難波圭一）
本作主人公。職業は盗賊。普段は我関せずを装いつつもいざと言うときにはしぶしぶながら手助けをするような役回りを好む。その性格と職業からパーティーのリーダーは固辞するも、いざと言うときには優れた洞察力と冷静にパーティーを引っ張るだけのリーダーシップを発揮する。また、盗賊の俊敏さを持ってすれば自分だけ逃げることも可能だが決して仲間を見捨てることはなく、逆に仲間を見捨てたメンバーに対して怒りをあらわにしている。ドラマCDではプレイヤーは大学生と言う設定になっている。
リリス（声：三石琴乃）
「ダンジョントライアル」でゲイルが最初に出会った女戦士。本人は観光気分で仮想現実の世界を満喫するつもりでいたが、ゲイルとシェインに押し切られる形でパーティーのリーダーになってしまう。そういった経緯からか傍目にはリーダーに見えないものの、持ち前の責任感と女性らしい発想で上手くパーティーをまとめ上げる。
シェイン（声：井上和彦）
ゲイルが最初に出会ったもう一人の戦士。その立ち居振る舞いや言動には風格が漂う為、真っ先にリーダー候補にあがるも、渋い脇役好みを理由にこれを固辞している。時折やけに「ダンジョントライアル」の事情に通じているかのような素振りをみせる。
ユート（声：山口勝平）
モンスターに襲われ瀕死のところをリリスたちに助けられそのままパーティーに加わった魔法使いの少年。火と風の魔法が使える。
ケイン（声：関俊彦）
途中で出会ったパーティーのリーダー。職業は戦士。僧侶を引き抜かれそうになりもめていた所をリリスの仲裁により引き抜きを承諾し、自分はリーダーに向かないとそのままリリスたちのパーティーに加わった。直情型で硬派な熱血漢。
ミナ（声：小林優子）
ケインのパーティーに所属していた女魔法使い。地と水の魔法が使える。女性同士リリスとは話が合う様子。
ジャスティ（声：平井隆博）
全滅の危機に瀕したリリスたちを助けてくれたパーティーのリーダー。伊達男風の戦士で雷撃の魔法が使える雷神剣を持つ。あまりにも貧弱なリリスたちを見かねてか、戦闘の後もいろいろと便宜を図ってくれる。後に意外な形でリリスたちと再会することになる。
クラリス（声：柊美冬）
ジャスティのパーティーに所属する僧侶の女性。
モルツ（声：西村智博）
ケインのパーティーに所属していた僧侶の男。妙に間延びした話し方をする。「勝てるパーティーの方がいい」という理由で別のパーティーに移るも、モルツ以外全滅してしまい、結局そこに助けに入ったリリスたちのパーティーに加わることになる。かなり自己中心的な性格で引き抜きの件以外にも、仲間に対してはぎりぎりまで回復魔法を使わないくせに自分に対してはすぐに使ったり、戦闘で役目を放棄して自分だけ安全な場所に逃げ込んだりし、その目に余る行動はメンバーの反感を買う。
ギガント（声：中田譲治）
突如現れた「魔王ギガント」を名乗る謎の声。痛覚とゲームバランスの制限を外しプレイヤーたちを恐怖に陥れる。本人は一応否定しているがその言動から、その正体はほぼ間違いなく『ダンジョントライアル』のプロジェクトの発案者であり中心人物である江崎新一である。
江崎　新一（えざき しんいち）（声：中田譲治）
天才の名を恣にする電子工学者で上記の通りプロジェクトの中心人物。ある理想を求めて『ダンジョントライアル』を発案し、中心となってそれを作り上げた。多くの研究者・技術者から敬意を集めていたようだが江崎の狂気は彼らの多くを裏切ることとなる。本作で唯一現実世界での名前と経歴が語られている人物であるが、作中に江崎新一本人が直接登場することはない。
なお、江崎新一本人は『タイム・リープ あしたはきのう』のあとがきがわりに書かれたショートストーリーに登場しており本作後の彼の様子の一部が描かれている。

## 設定

### MDB9000
日本国内の大手電子機器メーカー数社が協力して作り上げた、容量・速度共に世界最大を誇る超弩級のスーパーコンピューター。コードネームは『ギガント』。発展途上国の追い上げに焦りを抱いた政府のてこ入れもあって予測を遥かに上回るシステムが出来上がり、『ダンジョントライアル』も含めてプロジェクトに関わった博士号取得者は3桁にのぼり、費用は日本円で12桁に達したといわれる。

### ダンジョントライアル（プロジェクト）
江崎新一の発案により『ギガント』の一般への初公開のために開発された仮想現実型RPG。世界最高のコンピュータをゲームに使うことに対する批判はあったものの、最先端技術を多くの人々に体感させる手段として『ギガント』開発当初から考えられていた。

一度に参加できるプレイヤーは256人までで、ゲーム参加者は1万人を越えるので、数十組に分けられる。その中で更に4～8人からなるパーティーに分けられる。組が違うキャラクターは、途中で出会ったり仲間に加わったりすることはない。プレイヤーは全方位モニターマスクとヘッドホン、身体各所に電極が取り付けられる。この電極は各部筋肉の動きを感知する入力装置であると同時に、電気的刺激により触覚や痛覚などの擬似感覚をプレイヤーに与える役目も持つ(ただし、ゲームであるため痛覚はかなり制限されたものとなっている)。この擬似感覚によりリアリティーを持たせるため薬品(麻薬に相当するものではないが投与には有資格者の立会いが必要)と催眠術が併用されているが、これによりゲームの参加者はメディカルチェックをクリアした18歳以上に限られる。

また、技術的な問題で『味覚』、『重力や慣性に対する知覚力』、『嗅覚』の3つは再現することができなかった。しかし、それでもなお体験リポートをした記者から『これ以上完璧にされては、現実世界と仮想世界が区別できなくなるおそれがある』と評されるほどのリアリティーを持つ。

ただし、その稼動に多くの人手と多大なコストを要することから一般への公開は後に開催される万国博覧会の半年間と本作の舞台となる一般試写会のみに限られる。

### ダンジョントライアル（ゲーム）
ゲームのシナリオ自体は、迷宮の奥に潜む魔王ギガント(登場人物の項にあるものとは全く別のもので、こちらは竜の姿をしたRPGのラスボスとしては典型的なもの)を倒すという至ってシンプルな内容で、その他のシステムも仮想現実の中でプレイされることを除けば、おおむね一般的なRPGに準ずるものである。プレイヤーは4つの職業からひとつを選び、迷宮の地下1階にランダムで配置され、そこから地下5階にある魔王の間を目指すことになる。

プレイヤーたちはパーティーを組むことが可能で、パーティーを組むとパーティー仲間の攻撃対象から外れ、攻撃の際に巻き込まれてダメージを受けることが無くなる。パーティーはリーダーが承認するか死亡する事によって解消することができる。パーティーの人数には上限がなく極端な話参加者全員256人でパーティーを組むことも可能であるが、魔王の間には6人までしか入ることができない為（ゲームクリアを狙うならば）この人数が基準となる。
なお、このゲームに生き返りは存在せず、死亡はすなわちゲームオーバーを意味する。

### 職業
『ダンジョントライアル』ではプレイヤーは最初にキャラクターの外見や性別の設定と共に4つの職業から1つを選ぶことになる。また、地下4階にある特別な回復の泉では上級職に転職することができる。それぞれの職業の特徴は一般的なRPGのものに準ずるが下記の通りである。一度職業を決めると4種類の職業から違う種類に途中変更は効かない。地下5階以降の冒険に参加する時は合計12種類の上級クラスからキャラクターを選ぶことができる。
- 戦士

直接戦闘に特化した職業で攻撃力と体力に優れる。前線で直接戦闘に参加できるだけあって最も人気のある職業である。また、その性質からか作中に登場するパーティーのリーダーはこの職業に就いている。上級職は僧侶魔法の使える『聖戦士』、地水火風のどれか一系統の魔法が使える『魔法戦士』、魔法は使えないが攻撃力と防御力が強化された『騎士』。
- 盗賊

ダンジョン内での行動をサポートするさまざまな特殊技能を持つ職業。『鑑定』、『罠感知』、『地図』のほかに夜目が利くため接近するものをいち早く感知することができる迷宮探索のプロフェッショナル。生命力は比較的高い。攻撃力は弱く直接戦闘には向かないものの俊敏力に優れるため単独ならばひたすら逃げ回り、パーティーではアイテムなどを使っての後方支援に活かせる。上級職は盗賊の諸能力が強化された『怪盗』、攻撃力が強化された『忍者』、地水火風のどれか一系統の魔法が使える『妖盗』。
- 魔法使い

「地」「水」「火」「風」の属性のうちどれか二系統の魔法を使うことができる職業。直接戦闘にはまったく向かず、特に体力は極端に低い。上級職は使える魔法の系統や使用回数が1つ増える『魔術士』、4種類すべての属性魔法を操り、邪系以外のモンスターに安定した攻撃ができる『魔道士』、僧侶魔法の使える『賢者』。
- 僧侶

回復や対アンデッドなど僧侶特有の魔法を使うことができる職業。毒に犯されたり、石化したりなどのステータス異常を治療する事もできる。盗賊同様攻撃力が低いため直接戦闘には向かない。一般試写会ではなり手が少なかったようで、基本職では唯一の回復魔法の使い手ということもあり、非常に希少価値の高い存在となっている様子。最大の威力を持つ僧侶魔法を操るクラスの『僧正』、武器の戦闘能力に長け、強力な僧侶魔法が使える『修道士』、魔法使い魔法の2属性と強力な僧侶魔法を使いこなす『妖術士』。

## 既刊一覧
- 高畑京一郎 『クリス・クロス 混沌の魔王』 メディアワークス、1994年11月10日発売[5]、ISBN 4-07-302221-0
  - 「文庫版」1997年2月10日発売[6]、ISBN 4-07-305662-X